# Inercia del sueño

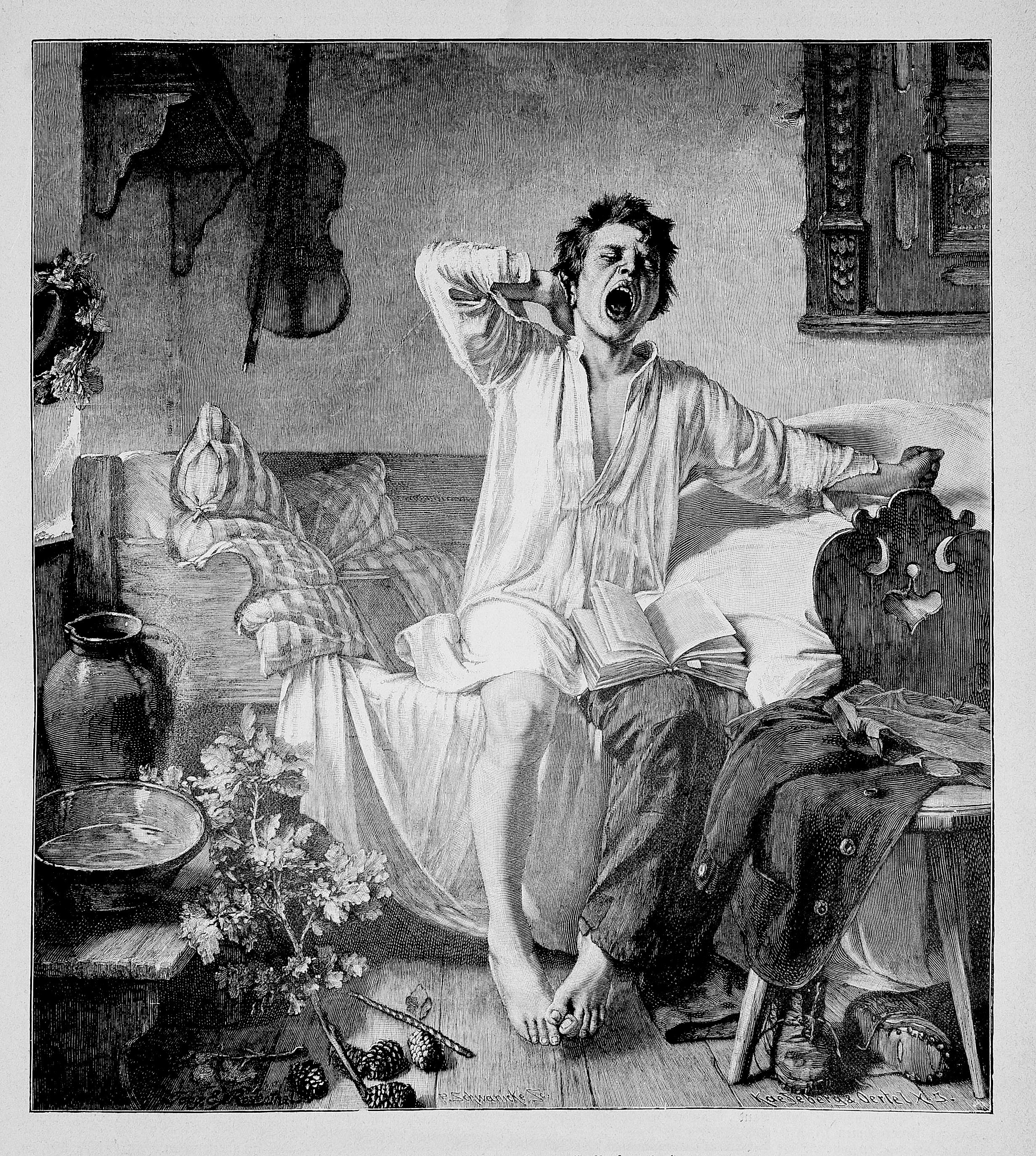
La imagen muestra una persona al despertar.

La inercia del sueño hace referencia al estado temporario de disminución de la capacidad cognitiva y reducido estado de alerta que se experimenta inmediatamente después de despertar. Puede estar acompañado de somnolencia, confusión o desorientación. Este estado puede interferir en ciertas tareas mentales o físicas como el tiempo de respuesta, memoria a corto plazo y velocidad de pensamiento.
Scheer, Shea, Hilton y Shea (2008) señalan que el déficit en la capacidad cognitiva posterior a una noche completa de sueño es mucho más grande que el causado por 24 horas sin dormir. Además, se ha comparado la inercia del sueño con los efectos de la intoxicación alcohólica. Aunque típicamente tiene una duración de entre 30 y 60 minutos, el estado puede extenderse hasta tres horas.

## Factores
Aunque el fenómeno fue descrito por primera vez en el año de 1963, no fue hasta 1976 cuando recibió el nombre de «inercia del sueño». Se desconoce la causa de este fenómeno, sin embargo, se ha propuesto que esta subyace en una «disociación temporaria» entre dos «procesos despertadores», la «rápida restauración de la conciencia» y la «recuperación lenta y más progresiva del estado de alerta». Asimismo, se considera que, en los mecanismos neurológicos subyacentes, podría estar involucrada la «acumulación de adenosina en el prosencéfalo basal» y un «reducido flujo sanguíneo al cerebro, especialmente, la corteza prefrontal».
Son diversos los factores que podrían afectan la severidad de la inercia del sueño. Estos incluyen:
- Fase del sueño al momento de despertar.[1] La inercia del sueño es más «evidente y dramática» cuando la persona despierta abruptamente. Por otro lado, puede ser más severa si se despierta durante «la primera mitad de la noche» o durante el sueño de ondas lentas.[2]
- Tiempo de sueño. Se ha observado que la inercia del sueño es más intensa en individuos con privación de sueño «parcial y completa».[5]
- Fase del ritmo circadiano al momento de despertar,[1] así como el cronotipo.[9] Scheer, Shea, Hilton y Shea (2008) establecen que hay una mayor «discapacidad al despertar durante la noche biológica».[4]
- Algunas sustancias químicas, como la cafeína, pueden suprimir el efecto de la inercia del sueño, posiblemente al actuar como bloqueadoras de los receptores de adenosina en el cerebro.[10]

Las capacidades que se ven disminuidas debido a la inercia del sueño son: el tiempo de reacción, razonamiento lógico, capacidad para realizar tareas matemáticas y fuerza de agarre. Durante este periodo, la capacidad del individuo de resistir el sueño es menor, por lo que hay una tendencia a volver a dormir.

## Manejo
Los efectos de la inercia del sueño pueden ser más importantes en «individuos que deban tomar decisiones importantes, realizar tareas potencialmente peligrosas o responder a un emergencia inmediatamente después de despertar». Pese a ser un fenómeno con «consecuencias prácticas obvias», las estrategias de afrontamiento no están del todo claras. Se ha propuesto que la exposición a la luz, la presencia de ruidos intensos y continuos, la realización de tareas cognitivas intensas, lavarse la cara, entre otras medidas, pueden ayudar a reducir los efectos.